# Piccola era glaciale

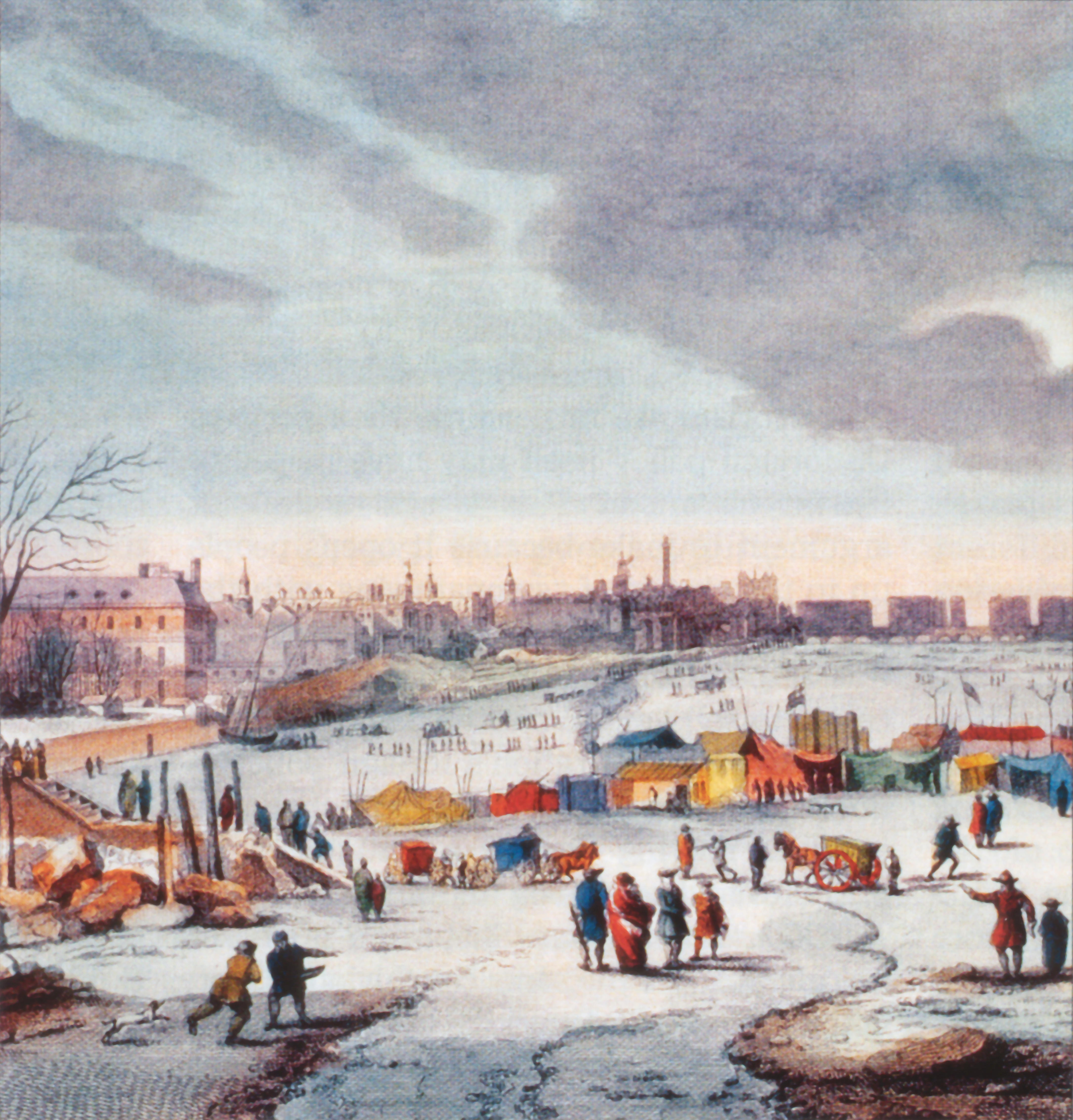
Tra il XVI e il XIX secolo i lunghi periodi di gelo portarono la città di Londra a organizzare delle Fiere del ghiaccio lungo il fiume Tamigi, i Thames Frost Fair (in un'immagine del 1683-84)

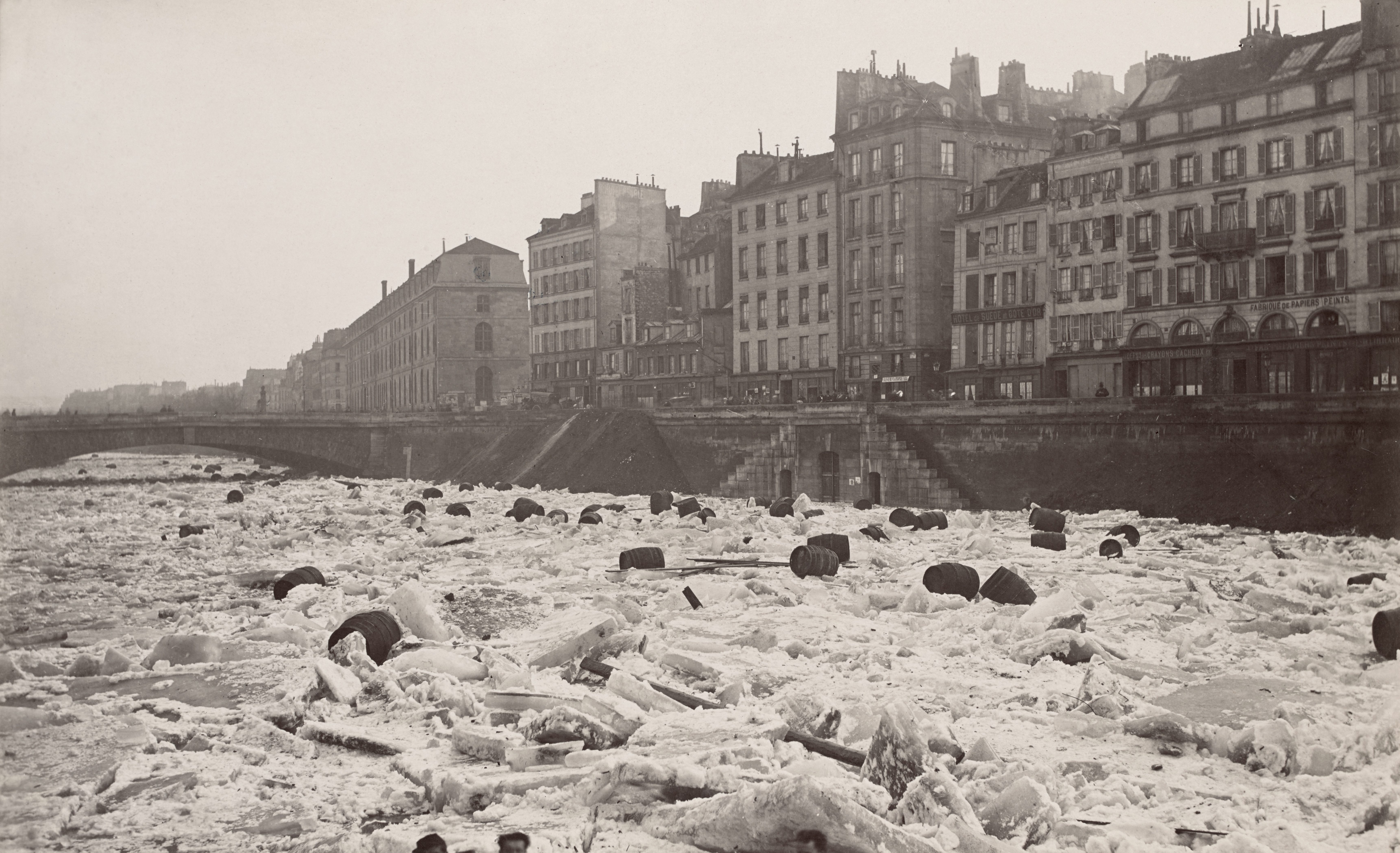
La Senna ghiacciata durante l'alluvione del 3 gennaio 1880. Ancora a fine '800 si notava un clima tendenzialmente più freddo rispetto a quello attuale.

La piccola era glaciale (in francese petit âge glaciaire; in inglese little Ice Age) o PEG è un periodo della storia climatica della Terra che, pur senza una totale convergenza degli studi, va approssimativamente dalla metà del XIV alla metà del XIX secolo nel quale si registrò un sensibile abbassamento della temperatura media terrestre. Per l’entità dell’intervallo temporale interessato non può dunque essere propriamente assimilata a un'era geologica (ossia centinaia di milioni di anni). La PEG, climatologicamente parlando, è considerata una fase stadiale dell'attuale periodo interglaciale.

## Descrizione

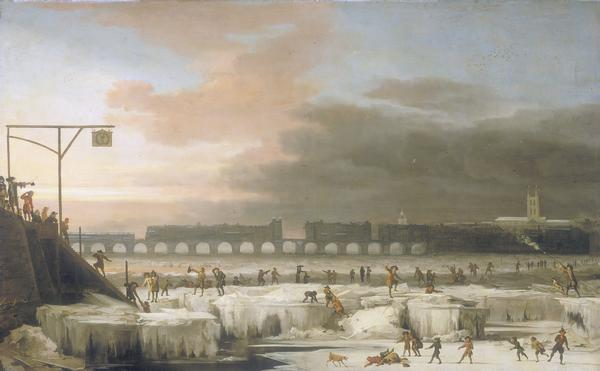
Il Tamigi ghiacciato, 1677

La piccola era glaciale fu preceduta da un lungo arco temporale caratterizzato da temperature relativamente elevate, il cosiddetto periodo caldo medievale. Dal 1300 si assistette a un graduale avanzamento dei ghiacciai, i quali si erano ritirati nel periodo precedente o erano scomparsi, e si assistette alla formazione di nuovi. In un primo tempo si credette che la piccola era glaciale fosse un fenomeno globale, ma attualmente si tende a dubitarne, relegandolo per lo più al continente europeo nel quale le piccole variazioni globali di temperatura hanno provocato grandi cambiamenti climatici locali. Per esempio la ricostruzione delle temperature medie dell'emisfero nord negli ultimi 1000 anni non mostra un pronunciato raffreddamento. Dai dati raccolti sembra che in questo periodo le temperature medie si abbassarono soltanto di 1 °C circa. Il dibattito sull'entità di tale raffreddamento, così come del precedente riscaldamento medioevale, rimane tuttavia ancora aperto.
L'estensione dei ghiacciai arrivò al culmine intorno al 1850, quando le temperature ripresero ad aumentare causando una nuova riduzione della massa dei ghiacci (ritiro dei ghiacciai dal 1850). Questa fase è tuttora in corso, aggravata da fattori umani che producono effetto serra sull'atmosfera, nota come riscaldamento globale e comporta una riduzione dell'estensione delle superfici ghiacciate.
Un esempio spettacolare di questo fenomeno è visibile nell'alta valle del Rodano in Svizzera.

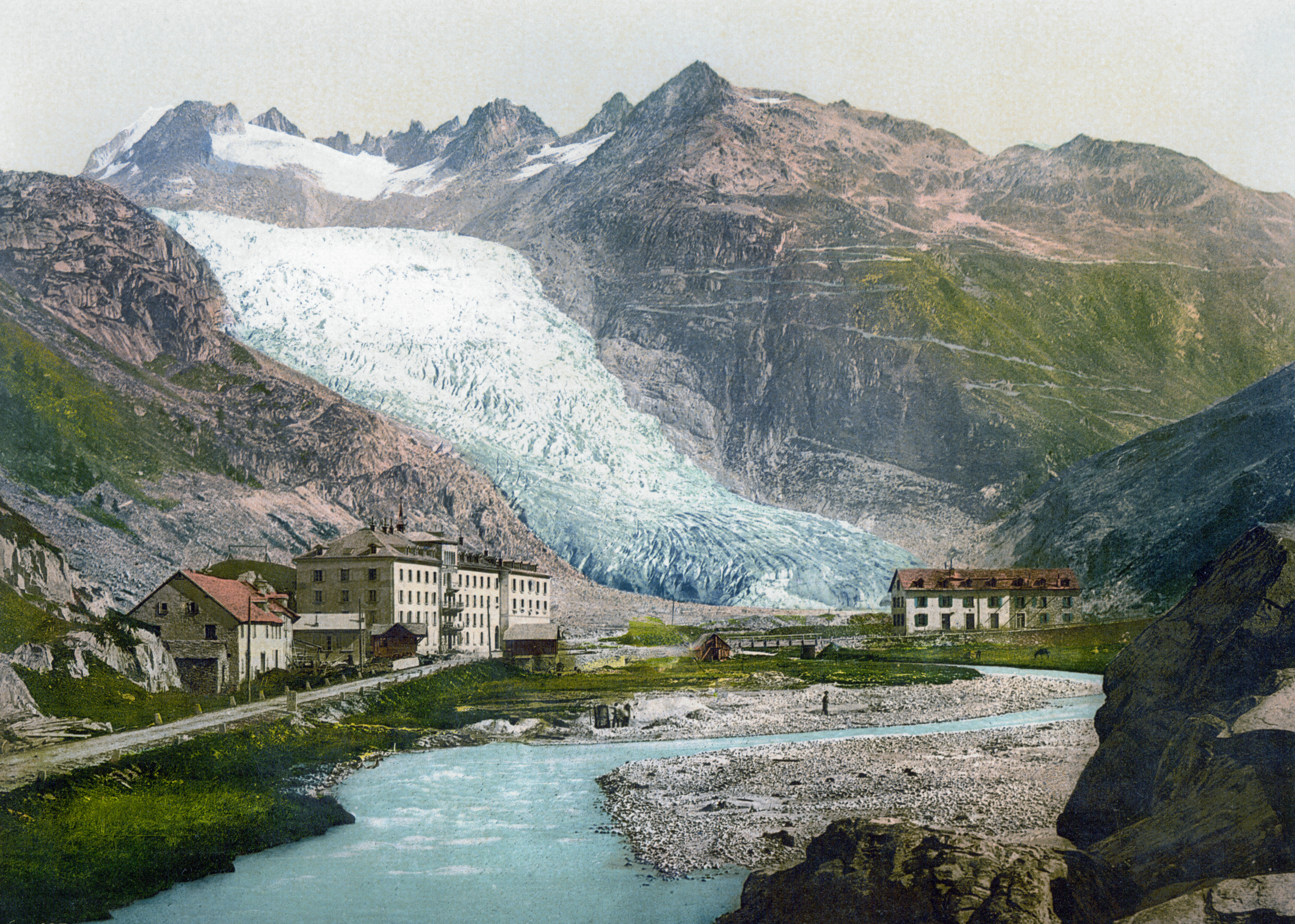
Il ghiacciaio del Rodano ca. 1890-1900.
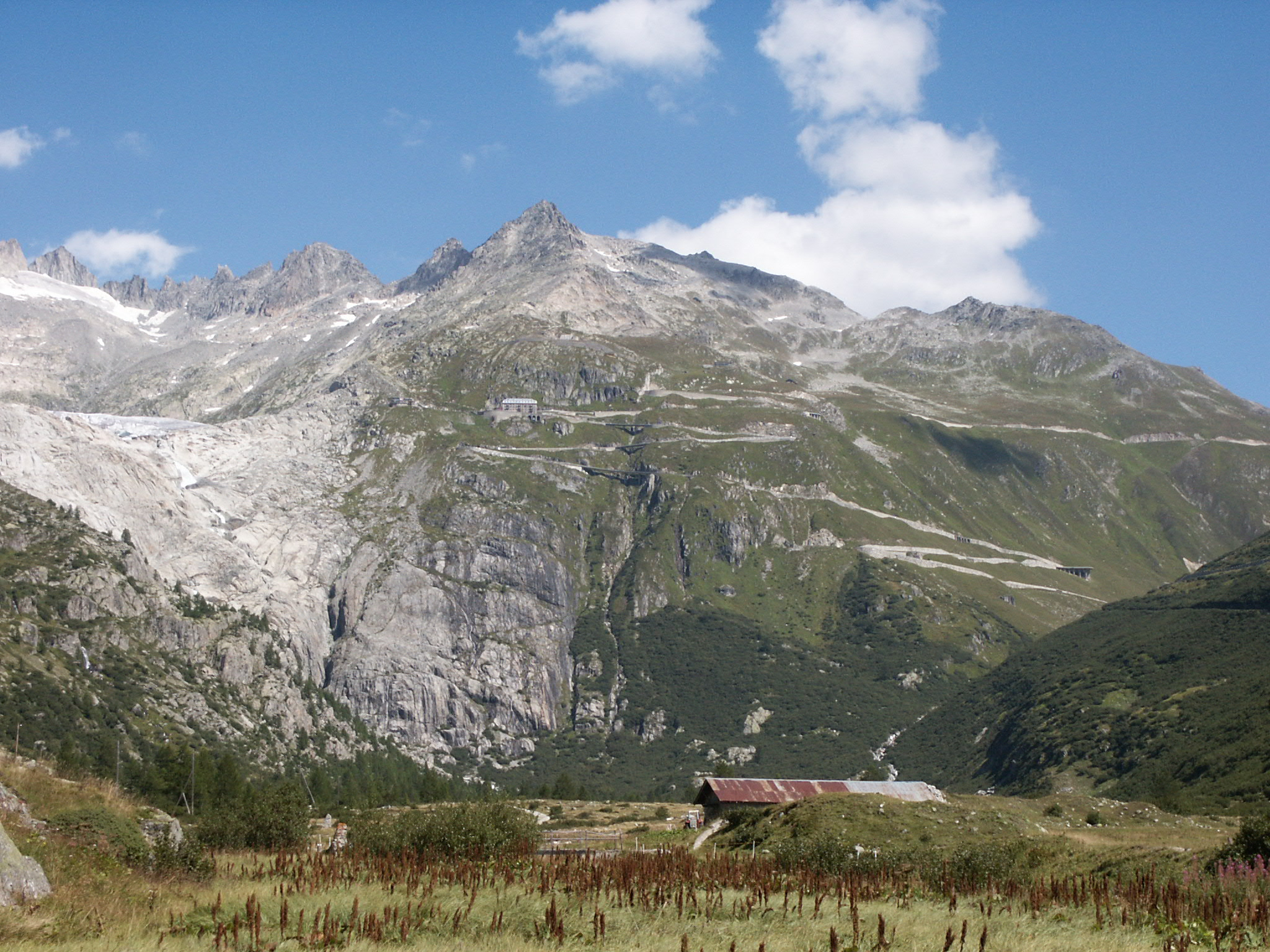
L'area del ghiacciaio del Rodano nel 2004.

## Nel mondo

### Africa
Sono numerose le pubblicazioni che evidenziano l'impatto della piccola era glaciale sul clima dell'Africa dal XIV al XIX secolo. Sulla base delle variazioni avvertite in tutto il continente, si è ritenuto che il calo medio delle temperature in Africa fu di 1 °C.
In Etiopia e in Nord Africa, si segnalò la caduta di neve sulle cime delle montagne a livelli diversi da oggi. Timbuctù, un'importante città situata sulla via delle carovane trans-sahariana, fu allagata almeno 13 volte dal fiume Niger e non esistono notizie di inondazioni simili avvenute prima di quel momento storico.
Diversi studi paleoclimatici dell'Africa meridionale hanno suggerito cambiamenti significativi nel clima e nelle condizioni ambientali. In Africa meridionale, le carote sedimentarie recuperate dal lago Malawi evidenziano condizioni più fredde tra il 1570 e il 1820, le quali «avvalorano ulteriormente ed estendono la portata globale della piccola era glaciale». Un innovativo metodo di ricostruzione della temperatura degli ultimi 3000 anni, basato sul tasso di crescita delle stalagmiti e calcolato in una grotta del Sudafrica, conferma l'ipotesi di una parentesi più fredda tra il 1500 e il 1800. La ricostruzione della temperatura della stalagmite δ18O durante un arco temporale lungo 350 anni, con specifico riferimento al 1690-1740, suggerisce che il Sudafrica potrebbe essere stata la regione più fredda dell'Africa, con temperature che arrivarono fino a 1,4 °C in estate. Infine, anche il campo magnetico terrestre e i cicli di oscillazione ENSO si rivelarono fattori chiave nella variabilità climatica nella regione subtropicale. Le cicatrici periglaciali negli altopiani orientali del Lesotho potrebbero aver subito dei cambiamenti morfologici in corrispondenza della piccola era glaciale. Un'altra ricostruzione archeologica dal Sudafrica rivela l'ascesa del popolo del Grande Zimbabwe favorita dall'aumento delle precipitazioni rispetto ad altre aree popolate da tribù rivali, come i Mapungubwe.
Oltre alle oscillazioni riguardanti la temperatura, i dati dell'Africa orientale equatoriale suggeriscono dei cambiamenti sul ciclo idrologico alla fine del 1700. Le ricostruzioni dei dati storici dei dieci principali laghi africani indicano che un episodio di «siccità e prosciugamento» si verificò in tutta l'Africa orientale. Anche gli specchi d'acqua sopravvissuti videro drastiche riduzioni delle loro profondità. È molto probabile che la gente del luogo potesse attraversare a piedi il lago Ciad, tra gli altri, e che i periodi di «intensa siccità rappresentassero una costante». Ciò significa che le comunità locali probabilmente si scontrarono in logoranti conflitti o preferirono migrare altrove, poiché praticare l'agricoltura in territori riarsi era molto difficile.

### Antartide

Mappa topografica del duomo di Law, una regione dell'Antartide sud-orientale in cui gli scienziati hanno tentato di ricostruire gli effetti della piccola era glaciale sul continente

Nel 1989, si diede inizio in Antartide al progetto scientifico internazionale GISP2, allo scopo di studiare carotaggi di ghiaccio fino alla profondità di 3000 m per ricostruire i dati climatici relativi agli ultimi 200000 anni. Kreutz et al. (1997) hanno confrontato i risultati ottenuti scoprendo che la piccola era glaciale coinvolse anche il continente più remoto della Terra. Un sedimento oceanico estratto nel bacino orientale di Bransfield, nella penisola antartica, ha consentito di ricostruire eventi di diversi secoli or sono, ricollegati dagli autori alla piccola era glaciale e al periodo caldo medievale (PCM). Gli autori hanno sostenuto: «Emergono anche altri eventi climatici inspiegabili paragonabili per durata e ampiezza agli eventi della PEG e del PCM».
Sulla base degli studi avvenuti dopo il GISP2, si è scoperto che presso il duomo di ghiaccio di Siple si verificò un evento climatico coincidente con quello della piccola era glaciale nel Nord Atlantico. Il periodo freddo in esame risulta l'evento climatico più travagliato nella documentazione glaciochimica dell'Olocene a Siple. Le carote di ghiaccio estratte in loco contenevano anche il più alto tasso di strati di fusione (fino all'8%) tra il 1550 e il 1700, molto probabilmente a causa delle estati calde. Le carote di ghiaccio presso il duomo di Law lasciano trapelare livelli inferiori di CO2 tra il 1550 e il 1800, con Etheridge e Steele che ritengono tale dato «probabilmente frutto del clima globale più freddo».
I nuclei di sedimenti studiati nel bacino di Bransfield, nella penisola antartica, hanno consentito di raccogliere dati sulle diatomee e sulla loro distribuzione durante la piccola era glaciale, così come delle variazioni dei taxa del ghiaccio marino. Gli isotopi stabili estratti dal sito della carota di ghiaccio del monte Erebus Saddle suggeriscono che la regione del Mare di Ross aveva registrato temperature medie di 1,6 ± 1,4 °C più basse durante la piccola era glaciale rispetto agli ultimi 150 anni.

### Asia
Benché l'iniziale estensione della piccola era glaciale si credeva limitata alla riduzione delle temperature in Europa e Nord America, esistono alcune prove di lunghi periodi di raffreddamento anche in altri continenti, malgrado non sia chiaro se si tratti di eventi correlati o indipendenti. Mann afferma:
In Cina, le colture tipiche del periodo caldo come le arance furono abbandonate nella provincia di Jiangxi, dove erano state coltivate per secoli. I due tifoni più intensi nel Guangdong coincisero con le due parentesi più fredde e più secche vissute dalla Cina settentrionale e centrale (1660-1680, 1850-1880). Gli studiosi hanno affermato che una delle ragioni della caduta della dinastia Ming potrebbe rintracciarsi proprio nella siccità e nelle carestie causate dalla piccola era glaciale.
Si sono sviluppati vivaci dibattiti sui periodi iniziale, intermedio più intenso e finale della piccola era glaciale nel continente asiatico. La maggior parte degli studiosi concorda nel classificare tre distinti periodi freddi: il 1458-1552, il 1600-1720 e il 1840-1880. Secondo i dati della National Oceanic and Atmospheric Administration, l'area monsonica orientale della Cina risultò la prima a sperimentare gli effetti della piccola era glaciale, specie tra 1560 e 1709. Nella regione occidentale della Cina che circonda l'altopiano del Tibet, l'impatto avvenne in un arco temporale lievemente diverso, ovvero tra 1620 e 1749.
La temperatura mutò in modo che non aveva precedenti per le comunità agricole in Cina. Secondo lo studio del 1972 del geologo e meteorologo Coching Chu, la piccola era glaciale dalla fine della dinastia Ming all'inizio della dinastia Qing (1650-1700) coincise con uno dei periodi più freddi nella storia cinese documentata. Dalle fonti trapelano gravi siccità durante i mesi estivi e frequenti gelate durante gli inverni. Ciò peggiorò notevolmente l'approvvigionamento alimentare durante la dinastia Ming.
La fase più intensa della piccola era glaciale corrispose con il cristallizzarsi dei principali eventi storici della storia cinese moderna. Le tribù degli Jurchen, uno dei popoli di lingua tungusa, vivevano nella Cina settentrionale e componevano uno Stato tributario della dinastia Ming e del suo imperatore Wanli. Dal 1573 al 1620, la Manciuria subì una carestia causata da forti nevicate, le quali colpirono la produzione agricola e decimarono il bestiame. Gli studiosi affermano che i cali di temperatura durante la piccola era glaciale ebbero un grande impatto. Nonostante le carenze di produzione alimentare, l'imperatore Wanli ordinò agli Jurchen di pagare la stessa quantità di tributi ogni anno. Ciò scatenò vari tumulti nella popolazione e gettò le basi per la ribellione contro la dinastia Ming. Nel 1616, gli Jurchen si affermarono grazie alla tarda dinastia Jin. Guidata da Huang Taiji e Nurhaci, la dinastia si trasferì a sud e ottenne vittorie decisive nelle battaglie contro l'esercito dei Ming, come quella di Fushun nel 1618.
Dopo le precedenti sconfitte e la morte dell'imperatore Wanli, l'imperatore Chongzhen conquistò la Cina e continuò lo sforzo bellico. Dal 1632 al 1641, la piccola era glaciale causò drastici cambiamenti climatici nei territori della dinastia Ming. A titolo di esempio, le precipitazioni nella Cina del Nord diminuirono dall'11% al 47% rispetto alla media storica. Nel frattempo, la regione dello Shaanxi settentrionale, situata lungo il fiume Giallo, affrontò sei grandi inondazioni, che causarono la rovina di città come Yan'an. Si può affermare che le gravi alterazioni climatiche contribuirono pesantemente all'indebolimento del controllo del governo sulla Cina e accelerarono la caduta della dinastia Ming. Nel 1644, Li Zicheng guidò le forze dei tardi Jin a Pechino, rovesciò i Ming e fondò la dinastia Qing.
Durante i primi anni della dinastia Qing, la piccola era glaciale continuò ad avere un impatto significativo sulla società cinese. Durante il governo dell'imperatore Kangxi (1661-1722), la maggior parte dei territori Qing erano ancora molto più freddi rispetto alla media dell'epoca. Tuttavia, l'imperatore Kangxi promosse delle riforme che riuscirono a favorire la ripresa socioeconomica dopo i disastri naturali. A favorirlo ulteriormente furono le politiche adottate dai primi membri della dinastia Qing. In concomitanza con tali eventi, poterono dirsi concluse le turbolenze arrecate dalla piccola era glaciale sulla Cina, a cui seguì un periodo più prospero della storia cinese conosciuto come era dell'Alto Qing.
Nella zona dell'Himalaya, si tende a ritenere che i secoli freddi vissuti in Europa fossero stati avvertiti alla stessa maniera sulla catena montuosa più alta del mondo a causa delle caratteristiche delle morene locali. Tuttavia, le applicazioni dei metodi di datazione del Quaternario tra cui la datazione dell'esposizione alla superficie hanno mostrato che i massimi glaciali si verificarono tra il 1300 e il 1600, leggermente prima del ciclo più freddo avvertito nell'emisfero settentrionale. Molti grandi campi di detriti glaciali himalayani sono rimasti tuttora in posizioni prossime ai livelli che raggiungevano durante la piccola era glaciale. Sulla catena montuosa cadde inoltre una quantità maggiore di neve ad altitudini superiori, evento che originò un conseguente spostamento verso sud dei monsoni estivi indiani e un aumento delle precipitazioni locali. Nel complesso, l'aumento delle precipitazioni invernali potrebbe aver causato alcuni movimenti glaciali. Dalla fine del periodo freddo in esame, il ritiro dei ghiacciai è stato pressoché continuo fino a oggi.
In Pakistan, il Belucistan soffrì sicuramente il freddo, come dimostra il fatto che i Beluci, originari della zona, diedero il via a una migrazione di massa che li spinse a stabilirsi lungo il fiume Indo, specie nelle province di Sindh e Punjab.

### Australia e Nuova Zelanda
La sua posizione nell'emisfero meridionale impedì all'Australia di subire le stesse variazioni climatiche degli altri continenti. La piccola era glaciale australiana si contraddistinse per un clima umido e piovoso, seguito da periodi maggiormente secchi e addirittura a tratti aridi nel XIX secolo.
Come segnalato da Tibby et al. (2018) in una loro pubblicazione, i dati raccolti analizzando i laghi nel Victoria, nel Nuovo Galles del Sud e nel Queensland suggeriscono che le condizioni nell'est e nel sud-est dell'Australia risultarono umide e insolitamente fresche dal XVI all'inizio del XIX secolo. Tale andamento coincide con il "picco" della piccola era glaciale globale avvenuto tra il 1594 e il 1722. A titolo di esempio, il tasso di precipitazioni dal 1500 circa al 1850 presso il lago Swallow, nel Queensland, dovette risultare alto e coincidere con quantità di pioggia costanti e non trascurabili, a volte superiori ai 300 mm. Le piogge si ridussero significativamente dopo il 1890 circa. Allo stesso modo, i dati ricostruiti con riferimento alla storia della salinità del lago Surprise svelano alti livelli di umidità intorno al 1440-1880 e un aumento della salinità dal 1860 al 1880 comportando un cambiamento negativo nel clima un tempo umido. La metà del XIX secolo segnò un notevole cambiamento nel numero di precipitazioni e nel tasso di umidità dell'Australia orientale.
Tibby et al. (2018) segnalano che, nell'Australia orientale, i cambiamenti paleoclimatici innescati dalla piccola era glaciale alla fine del 1800 coincisero con le innovazioni agricole introdotte dagli europei. Dopo l'istituzione nel 1788 di colonie britanniche in Australia, concentrate soprattutto nelle regioni sud-orientali e in città come Sydney, Melbourne e Brisbane, gli inglesi introdussero innanzitutto la pastorizia. Tali pratiche richiedevano programmi su vasta scala di deforestazione. L'allevamento e la deforestazione sono immortalati in opere d'arte come il dipinto del 1833 del famoso paesaggista John Glover Patterdale Landscape with Cattle.

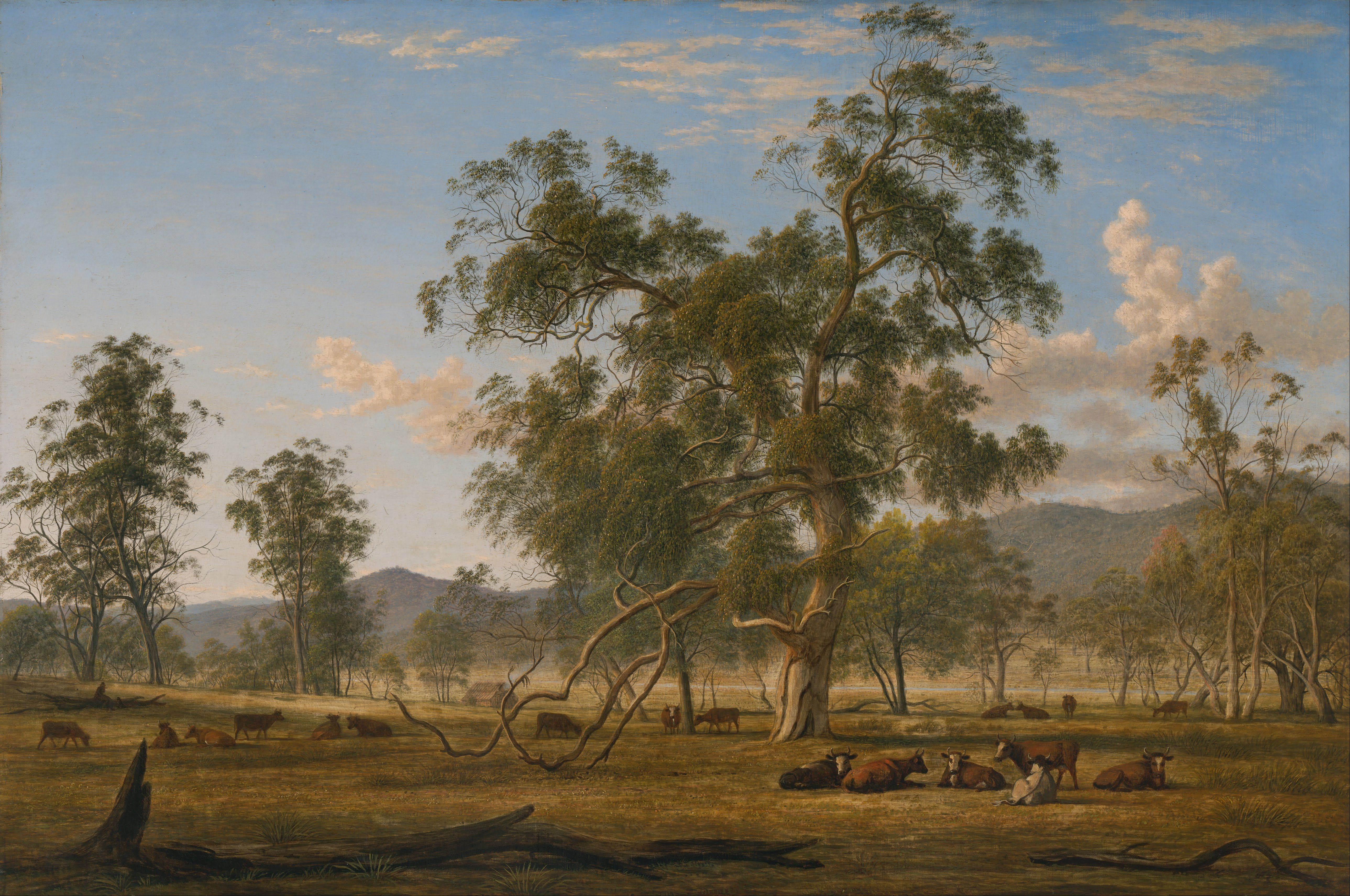
Patterdale Landscape with Cattle (1833) di John Glover descrive pratiche agricole come la pastorizia, le quali hanno contribuito all'aridificazione dell'Australia nella tarda piccola era glaciale

Nel secolo successivo, il disboscamento contribuì a una riduzione della biodiversità, a un'eccessiva erosione del suolo eolica e idrica e a un impoverimento delle terre, più esposte al rischio di sterilità. Inoltre, come sostenuto da Gordan et al. (2003), le trasformazioni del paesaggio causate anche dalla deforestazione comportarono una riduzione del 10% del flusso di vapore acqueo verso l'atmosfera. Ciò si verificò anche nell'Australia occidentale, dove la bonifica del territorio del XIX secolo comportò un calo delle precipitazioni. Dal 1850 al 1890, le pratiche agricole antropiche, concentrate nell'Australia sud-orientale, avevano verosimilmente accelerato l'inaridimento che segnò la fine della piccola era glaciale.
Nel nord, gli studi condotti suggeriscono condizioni abbastanza secche, ma i nuclei di corallo della grande barriera corallina lasciano intuire precipitazioni simili a quelle odierne, sebbene con una variabilità minore. Uno studio funzionale ad analizzare gli isotopi nei coralli della barriera corallina ha suggerito che l'aumento del trasporto di vapore acqueo dagli oceani tropicali meridionali ai poli contribuì alla piccola era glaciale. Le trivellazioni dei pozzi suggeriscono che, negli ultimi 500 anni, il XVII secolo si rivelò il più freddo del continente. Il metodo di ricostruzione della temperatura dei pozzi indica inoltre che il surriscaldamento dell'Australia negli ultimi cinque secoli è pari soltanto a circa la metà di quello sperimentato dall'emisfero boreale, dato che dimostra ulteriormente come l'Australia non fu interessata dal raffreddamento alla stessa maniera di altre zone del pianeta.
Sulla costa occidentale delle Alpi meridionali della Nuova Zelanda, il ghiacciaio Franz Josef avanzò rapidamente durante la piccola era glaciale e raggiunse la sua massima estensione all'inizio del XVIII secolo. Si trattò di uno dei pochi casi in cui un ghiacciaio si fece strada in una foresta pluviale. Grazie ai dati proxy emersi da analisi dendrocronologiche, si è dedotto che il ghiacciaio contribuì a un'anomalia di temperatura di -0,56 °C nel corso della piccola era glaciale sull'isola. Sulla base della datazione di un lichene giallo-verde del sottogenere Rhizocarpon, il ghiacciaio Mueller, situato sul versante orientale delle Alpi meridionali all'interno del Parco nazionale Aoraki/Mount Cook, si ritiene abbia raggiunto la sua massima estensione tra il 1725 e il 1730.

### Europa
Il Mar Baltico si congelò almeno due volte, nel 1303 e nel 1306-1307, e seguirono anni di «freddo fuori stagione, tempeste e piogge e un innalzamento del livello del Mar Caspio». La piccola era glaciale generò inverni più freddi in molte parti dell'Europa e del Nord America, con i ghiacciai delle Alpi svizzere che avanzarono gradualmente inglobando alcune fattorie e distruggendo interi villaggi. Canali e fiumi in Gran Bretagna e Paesi Bassi affrontarono spesso dei periodi di freddo tanto rigido da consentire di poter pattinare su fiumi e laghi ghiacciati e tenervi delle fiere. La prima svoltasi sul Tamigi ebbe luogo nel 1608, mentre l'ultima nel 1814. Le modifiche ai ponti e l'aggiunta del Thames Embankment influenzarono il flusso e la profondità del fiume, diminuendo notevolmente la possibilità che si verificassero ulteriori episodi come quelli dei secoli passati.
Nel 1658, un'armata svedese risultò in grado di compiere una marcia sul Mar Baltico e giungere in Danimarca al fine di attaccare Copenaghen.

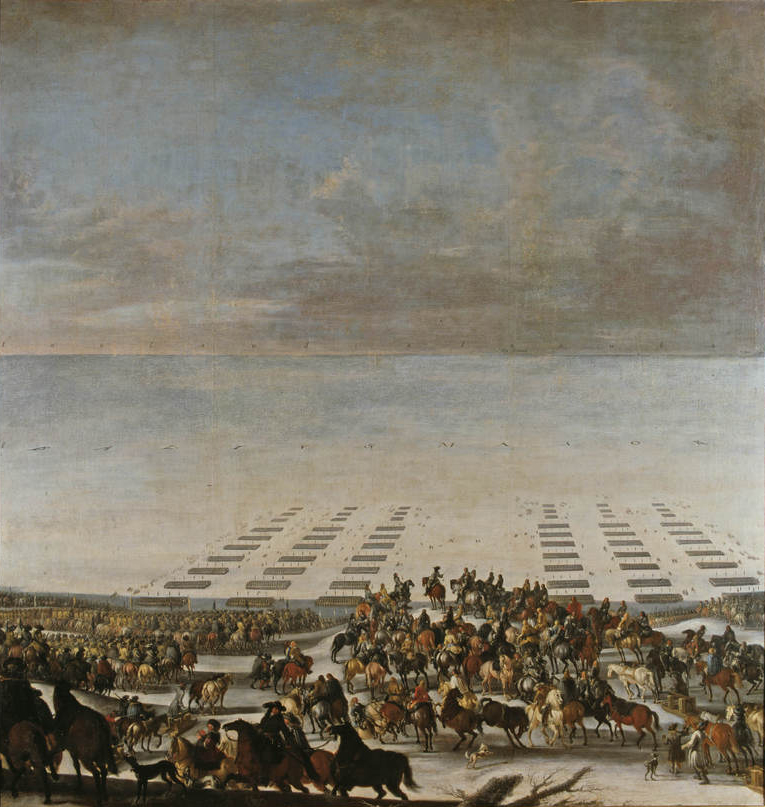
La marcia sui Belt, 1658

L'inverno 1794-1795 si rivelò particolarmente rigido: l'esercito d'invasione francese guidato da Jean-Charles Pichegru marciò sui fiumi ghiacciati dei Paesi Bassi e la flotta olandese rimase bloccata nel ghiaccio nel porto di Den Helder, con il risultato che venne catturata dal transalpino.
Il ghiaccio marino che circonda l'Islanda si estendeva per chilometri in ogni direzione e impediva alle imbarcazioni l'accesso ai porti. La popolazione dell'isola si dimezzò, ma ciò potrebbe essere avvenuto anche a causa della fluorosi scheletrica innescata dall'eruzione del Laki nel 1783. Quando divenne impossibile coltivare i cereali, principale alimento della dieta della popolazione islandese, gli abitanti dell'isola dovettero dedicarsi alla caccia e alla pesca per sopravvivere. Le colonie norrene in Groenlandia perirono di fame e scomparvero all'inizio del XV secolo a causa dell'impossibilità di dedicarsi all'agricoltura e sostentare il bestiame. La Groenlandia fu quasi del tutto coperta dal ghiaccio tra il 1410 e il 1720.

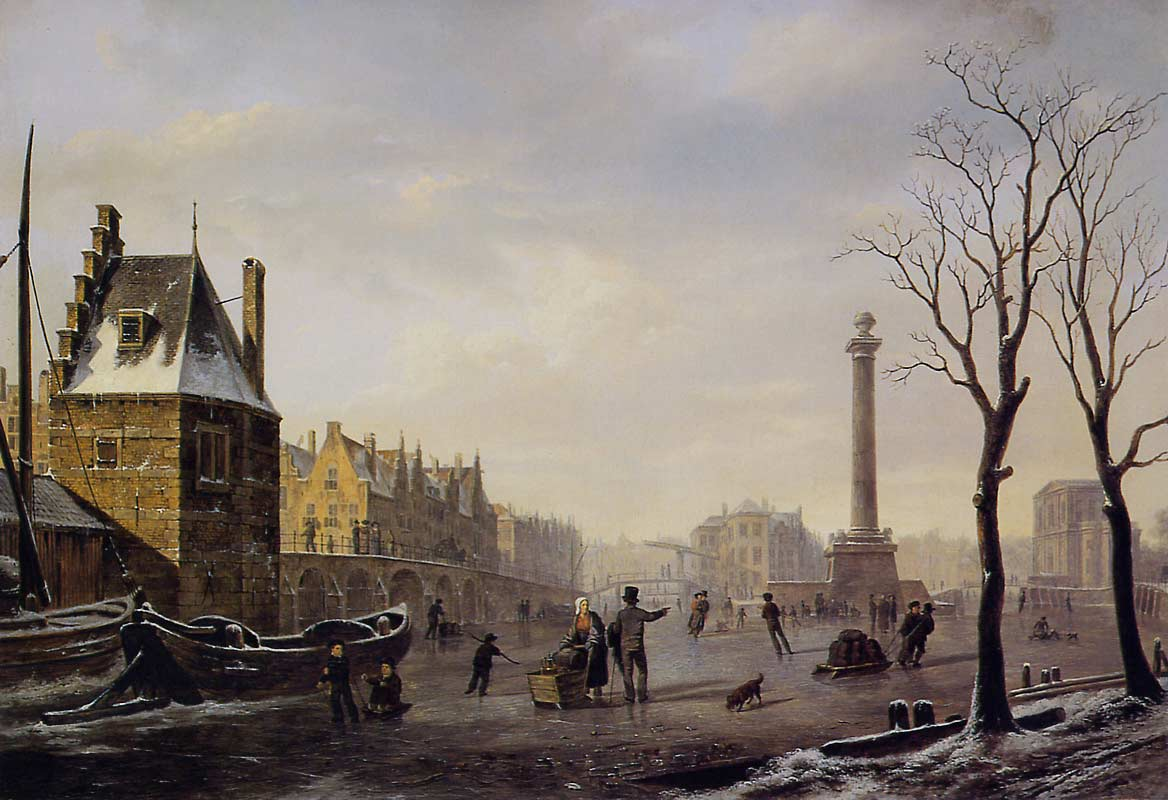
Pattinaggio invernale sul canale principale di Pompenburg, a Rotterdam, nel 1825. Olio su tela di Bartholomeus Johannes van Hove

Nel suo libro del 1995, lo storico di climatologia Hubert Lamb affermò che in svariate annate «le nevicate erano state molto più abbondanti di quelle testimoniate prima o più tardi [della piccola età glaciale], con la neve che ricopriva il suolo per molti mesi più a lungo di quanto non accada oggi». A Lisbona, in Portogallo, le tempeste di neve divennero assai più frequenti dell'epoca contemporanea e, durante uno degli inverni del XVII secolo, si verificarono ben otto tempeste gelate. Molte primavere ed estati furono in genere fredde e umide, senza però che le temperature riscontrate fossero costanti. Tale andamento è particolarmente evidente se si analizza la "fluttuazione di Grindelwald" (1560-1630); la fase di raffreddamento rapido è stata associata a condizioni meteorologiche più irregolari, tra cui aumento delle tempeste di neve fuori stagione e siccità. Le tecniche di coltivazione in tutta Europa subirono delle modifiche, per adattarle a stagioni calde meno floride rispetto al passato, sebbene si verificassero comunque molti anni di carestia. Si discute se la grande carestia del 1315-1317 possa corrispondere al primo episodio ascrivibile alla piccola era glaciale. Secondo Elizabeth Ewan e Janay Nugent, «le carestie in Francia (1693-1694), Norvegia (1695-1696) e Svezia (1696-1697) fecero calare di circa il 10% la popolazione di ciascun paese. In Estonia e Finlandia, nel 1696-1697, le perdite sono state stimate rispettivamente in un quinto e un terzo degli abitanti». La viticoltura fu abbandonata in alcune regioni settentrionali e le tempeste causarono delle gravi inondazioni e numerose vittime. Una di esse provocò la cosiddetta inondazione di San Marcello, la quale interessò le zone costiere del Mare del Nord e colpì le coste degli attuali Paesi Bassi, Germania, Danimarca, Regno Unito e Irlanda.
Il liutaio cremonese Antonio Stradivari realizzò i suoi famosi strumenti al culmine della piccola era glaciale. Si ritiene che il clima più freddo abbia reso il legno usato per i suoi violini più compatto rispetto ai periodi più caldi e abbia contribuito a migliorare il suono dei suoi strumenti. Secondo lo storico della scienza James Burke, il periodo in esame rese necessari alcuni cambiamenti nella vita quotidiana, favorendo la diffusione dell'uso di bottoni e asole, oltre che della lavorazione a maglia di indumenti intimi su misura per una migliore copertura e isolamento del corpo. L'invenzione dei camini permise di superare l'uso dei fuochi liberi nel centro delle sale comuni, circostanza che portò le case con più stanze ad avere una separazione dei locali riservati ai padroni da quelli dei servi.
Il testo The Little Ice Age, realizzato dall'antropologo Brian Fagan dell'Università della California a Santa Barbara, racconta la difficile situazione dei contadini europei dal 1300 al 1850, costellata di carestie, ipotermia, rivolte del pane e l'ascesa di sovrani dispotici che seppero approfittare di un contesto sociale a loro favorevole e di una popolazione sempre più scoraggiata. Alla fine del XVII secolo, l'agricoltura era drasticamente in crisi: «Gli abitanti dei villaggi alpini vivevano di pane fatto con gusci di noci macinati mescolati con dell'orzo e della farina d'avena». Lo storico Wolfgang Behringer ricollegò alcune fasi intense di caccia alle streghe in Europa, alla frustrazione per i fallimenti agricoli avvenuti durante la piccola era glaciale.

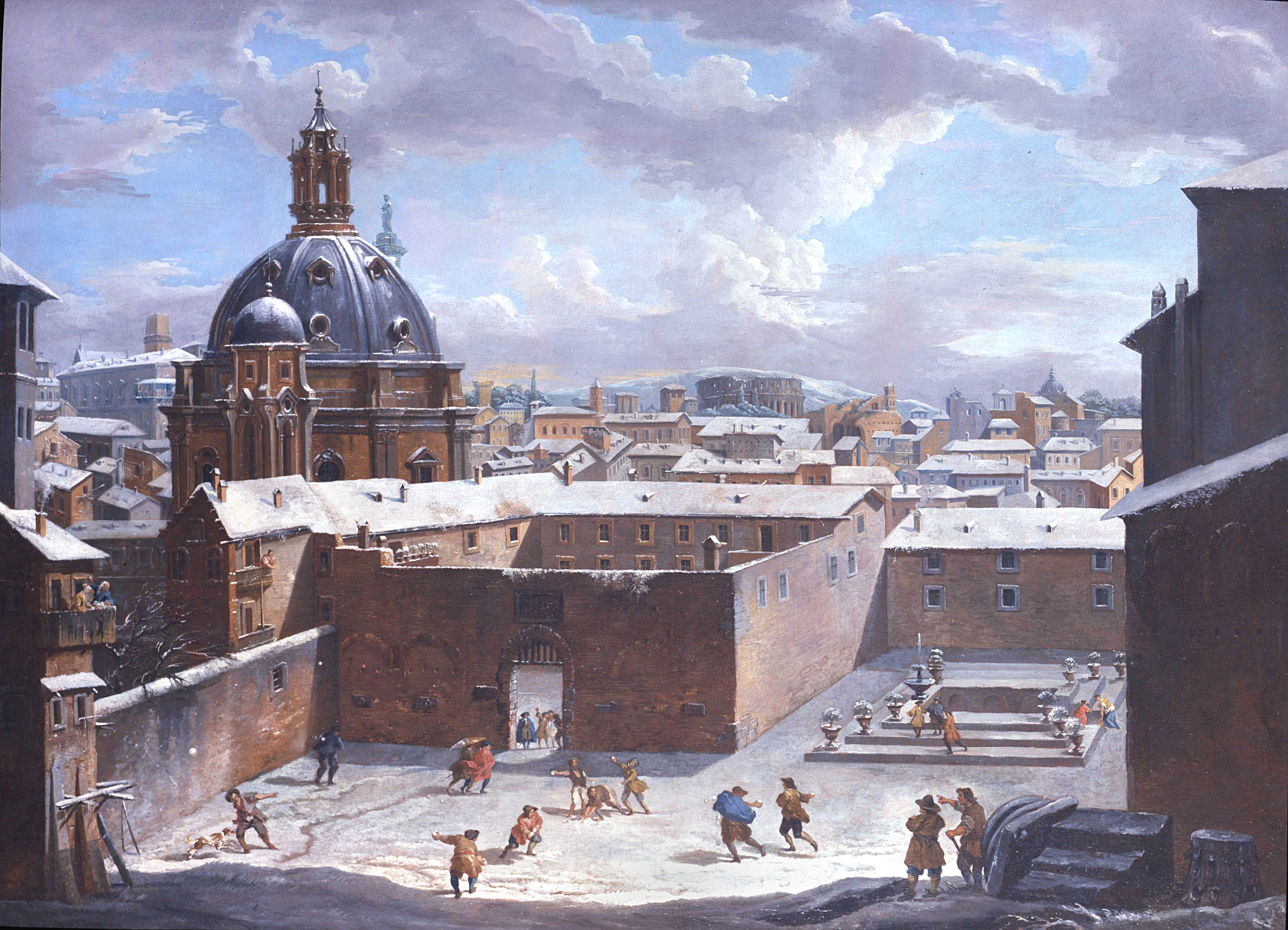
Roma sotto la neve, 1730, Giovanni Paolo Pannini

The Frigid Golden Age, dello storico ambientale Dagomar Degroot dell'Università di Georgetown, al contrario, rivela che alcune società prosperarono, ma altre vacillarono durante la piccola era glaciale. In particolare, tale arco temporale trasformò la geomorfologia delle aree vicine alla Repubblica delle Sette Province Unite, consentendo un migliore uso delle coste per scopi commerciali e bellici. Gli olandesi si dimostrarono resilienti e capaci di adattarsi alle avversità meglio dei territori vicini. I commercianti sfruttarono i fallimenti del raccolto, i comandanti militari approfittarono del cambiamento dei regimi del vento e gli inventori svilupparono delle tecnologie che li aiutavano a trarre profitto dalle condizioni di clima freddo. Sempre a giudizio di Dagomar, il secolo d'oro olandese (1588-1672) si dovette anche alla capacità della gente del posto di saper reagire al rigido cambiamento climatico.

#### Reazioni sociali
Gli storici hanno sostenuto che le reazioni sociali generate dalle conseguenze della piccola era glaciale in Europa fossero costantemente mosse dalla necessità di trovare un capro espiatorio. I periodi prolungati di freddo e secco scatenarono siccità in molte comunità europee e provocarono una scarsa crescita delle colture, una parca sopravvivenza del bestiame e una grossa proliferazione di agenti patogeni e malattie. La congiuntura rappresentata da disoccupazione e difficoltà economiche, così come la concomitanza di stagioni fredde e secche prolungate, diede adito al malcontento generale in più regioni del continente. Benché fossero state attuate alcune misure di emergenza, come nel caso dell'innesto di nuove colture, del ricorso a scorte di grano di emergenza e del tentativo di aprire nuove rotte commerciali, esse non sempre si rivelarono efficaci. Le comunità spesso sfogarono la propria rabbia commettendo crimini violenti come rapine e omicidi. Inoltre, aumentarono i casi di reati sessuali, come adulterio, zoofilia e stupri. Nel disperato tentativo di trovare un colpevole, spesso ci si accaniva contro specifici bersagli, in genere minoranze etniche, religiose o particolari gruppi sociali.
Uno degli esempi maggiormente celebri si estrinsecò con il riacuirsi della caccia alle streghe in ambito protestante, come sostenuto sia da Oster (2004) e Behringer (1999). Nuove speranze sorsero proprio quando il clima sembrò migliorare. Prima della piccola era glaciale, la stregoneria era considerata alla stregua di un crimine pressoché irrilevante e le condanne erano rare. A partire dal 1380, proprio in concomitanza con l'abbassamento delle temperature medie, i popoli europei iniziarono a collegare la stregoneria alle perturbazioni fredde. La prima caccia sistematica alle streghe iniziò nel 1430, mentre dal 1480 l'opinione secondo cui quella categoria di persone andasse ritenuta responsabile del maltempo si diffuse. Le azioni per cui le streghe venivano ritenute responsabili furono le epidemie di bestiame, le mucche che davano troppo poco latte, le gelate tardive e l'insorgere di malattie prima sconosciute. In generale, il numero di processi per stregoneria crebbe quando le temperature diminuirono. Le persecuzioni per stregoneria andarono a sovrapporsi alle crisi della fame verificatesi nel 1570 e nel 1580, quest'ultima durata un decennio circa. Le persecuzioni riguardavano principalmente donne di umili origini, molte delle quali vedove. Non tutti erano d'accordo sul fatto che le streghe dovessero essere perseguitate per via delle loro interferenze con i cambiamenti climatici, in quanto ritenute non capaci di tale potere: ciononostante, tale considerazione non riguardava dibattiti sull'esistenza di donne dedite alle arti magiche. Nel corso dell'Alto Medioevo, la Chiesa cattolica sostenne che le streghe non potevano controllare il tempo in quanto mortali, non delle divinità, ma verso la metà del XIII secolo la maggior parte delle persone aveva cambiato il suo giudizio al riguardo in maniera trasversale.
Gli storici hanno sostenuto che anche le comunità semite furono accusate del deterioramento climatico avvenuto durante la piccola era glaciale. Tale idea venne favorita dal fatto che varie comunità del continente covavano sentimenti antisemiti. A ogni modo, l'associazione con gli ebrei riguardò soltanto la diffusione di epidemie e non anche i cambiamenti climatici. A titolo di esempio, i drammatici eventi scatenati dalla peste nera venivano spesso attribuiti agli ebrei. Nelle città dell'Europa occidentale, durante il 1300, le comunità ebraiche subirono omicidi di massa nel tentativo di arrestare la diffusione della peste. Il falso timore che correva tra le fasce più umili della popolazione era quello che i semiti avessero avvelenato i pozzi o cospirato contro i cristiani dopo aver convinto i malati di lebbra a rendere non potabili i bacini idrici. Per sfuggire alle persecuzioni, il gruppo etnico in esame preferiva a volte convertirsi al cristianesimo o migrare nell'impero ottomano, in Italia o nel Sacro Romano Impero.
Alcuni attribuirono la causa della nefasta fase storica a un disegno divino. Ad esempio, in Germania, si imposero delle restrizioni in materia di gioco d'azzardo e alcol che colpirono in modo sproporzionato la classe inferiore, così come si vietò alle donne di esibire le proprie ginocchia. Altre normative colpirono più fasce di popolazione, tra cui il divieto di danzare, di intrattenere rapporti sessuali e di moderare l'assunzione di cibi e bevande.
In Irlanda, i cattolici accusarono la diffusione della Riforma protestante delle condizioni meteorologiche avverse. Gli Annali di Lough Cé, nel narrare gli eventi del 1588, descrivono una tempesta di neve di mezza estate affermando che «ogni fiocco non era meno grande di una mela selvatica» e la attribuiscono alla presenza di un «malvagio ed eretico vescovo a Oilfinn», il protestante vescovo di Elphin, John Lynch.

#### L'inverno nella pittura moderna europea

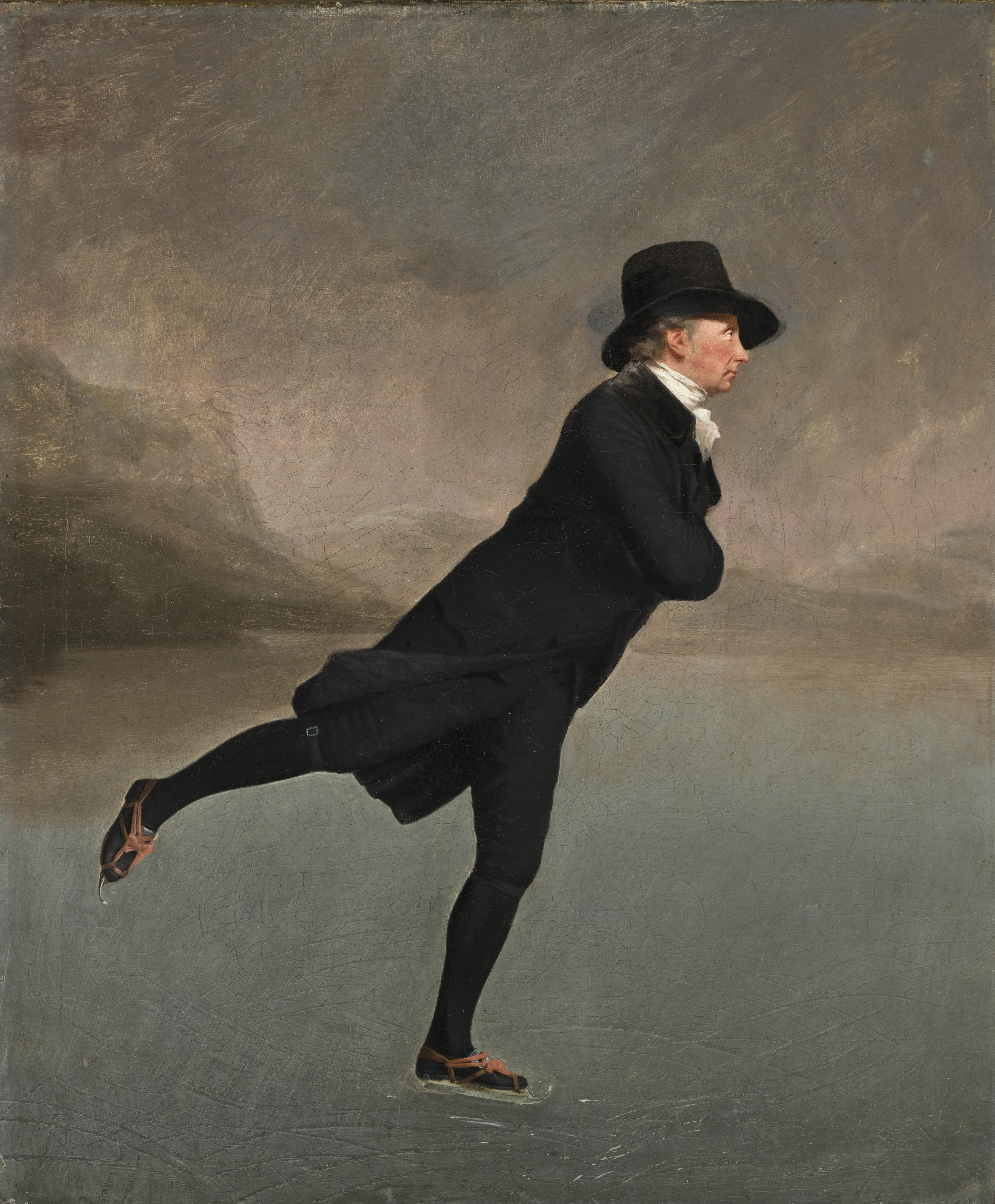
Il reverendo Robert Walker che pattina a Duddingston Loch, tela attribuita a Henry Raeburn, 1790

Gli studiosi William James Burroughs e Hans Neuberger hanno dedicato buona parte delle loro pubblicazioni ad accurate analisi relative alla rappresentazione dell'inverno in opere artistiche. Burroughs afferma che il picco si verificò tra il 1565 e il 1665, venendo associato alle variazioni climatiche dal 1550 in poi. Burroughs sostiene che non c'era stata quasi nessuna rappresentazione dell'inverno nell'arte fino ad allora, e «ipotizza che l'inverno insolitamente rigido del 1565 abbia ispirato i grandi artisti a raffigurare immagini molto originali e che il declino di tali dipinti sia una combinazione del fatto che il 'tema' fosse stato completamente esplorato e che gli inverni miti abbiano esaurito l'interesse per la materia». Le scene invernali, che comportano difficoltà tecniche nella pittura, sono state trattate con regolarità e con buona cura almeno dall'inizio del XV secolo dagli artisti nei cicli di manoscritti miniati che mostrano le Fatiche dei mesi, in genere presenti nelle pagine del calendario del libro d'ore. Gennaio e febbraio appaiono tipicamente pieni di neve, come nel caso di Febbraio nel famoso ciclo de Très riches heures du Duc de Berry, dipinto nel 1412-1416 e ammirabile più in basso. Poiché la pittura paesaggistica non si era ancora sviluppata come tipologia artistica autonoma, l'assenza di altre scene invernali non deve stupire. Infatti, i panorami innevati, in particolare i quelli marini tempestosi, si acquisirono un proprio ritaglio di spazio durante il secolo d'oro olandese, ovvero in concomitanza con i decenni più freddi e duri della piccola era glaciale. La maggior parte degli studiosi moderni ritiene che nelle tele si possano individuare numerosi messaggi simbolici e metafore, le quali risultavano lampanti soprattutto agli osservatori contemporanei.

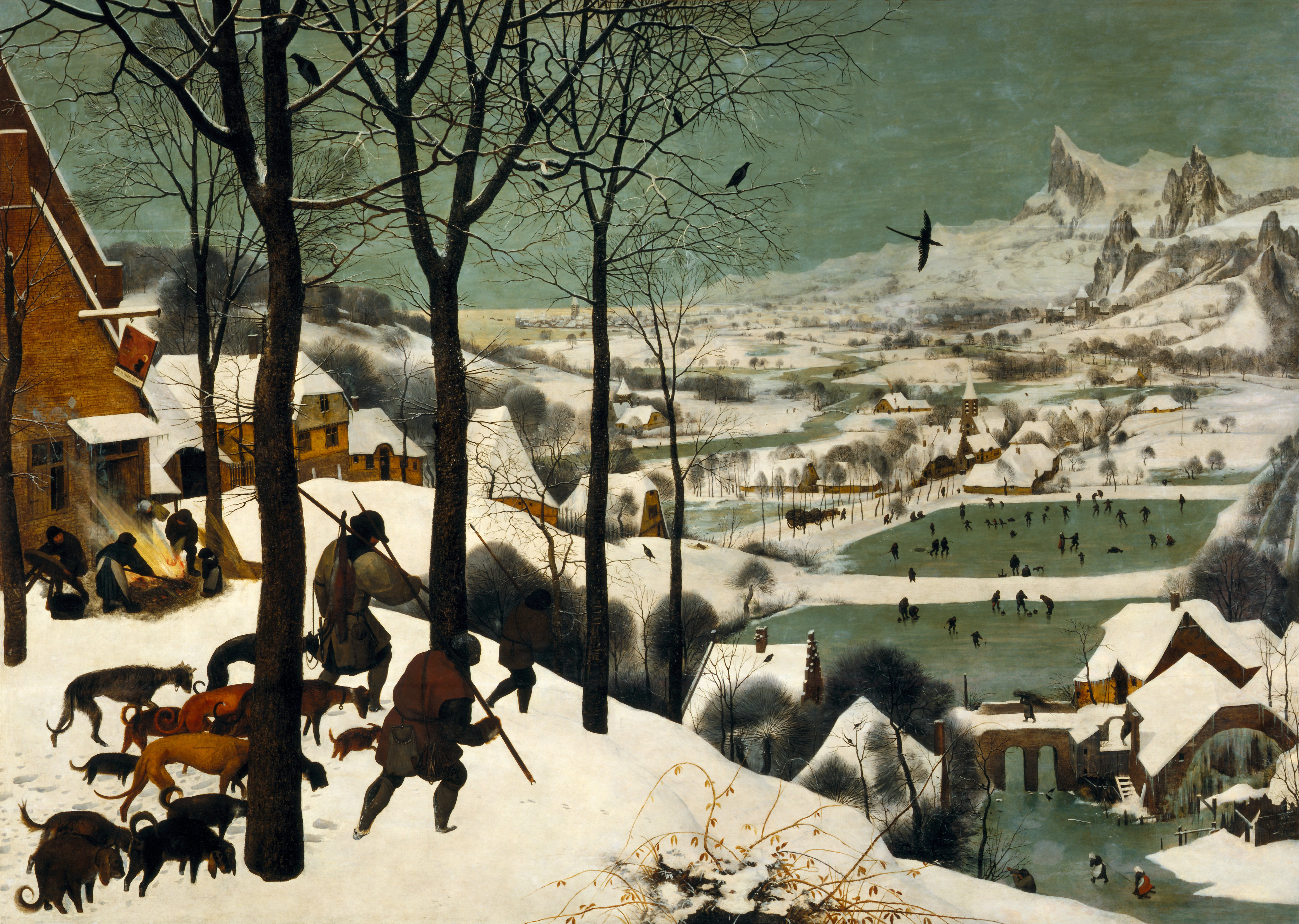
Cacciatori nella neve di Pieter Brueghel il Vecchio, 1565

Tutti i famosi dipinti paesaggistici invernali di Pieter Brueghel il Vecchio, tra cui ad esempio Cacciatori nella neve e la Strage degli innocenti, si pensa siano stati ultimati intorno al 1565. Anche suo figlio, Pieter Brueghel il Giovane (1564-1638), ritrasse molti paesaggi innevati, ma, secondo Burroughs, egli «riprendeva pedissequamente i disegni di suo padre. Il risultato di gran parte di questi lavori rende difficile trarre delle conclusioni definitive sull'impatto degli inverni tra il 1570 e il 1600». Inoltre, Brueghel il Vecchio realizzò Cacciatori nella neve ad Anversa, ragion per cui è probabile che le montagne nella foto si basino su schizzi o ricordi dell'attraversamento delle Alpi compiuti mentre viaggiava alla volta di Roma nel 1551-1552. Si tratta di una delle cinque tele sopravvissute di cui si ha conoscenza, forse facente parte di una serie di sei o dodici note come "i dodici mesi", che Breughel venne incaricato di dipingere da un ricco mecenate di Anversa, Nicolaes Jonghelinck (Cacciatori della neve corrisponde a gennaio): nessuno degli altri quattro lavori sopravvissuti ritrae un paesaggio innevato e sia Fienagione (luglio) sia Mietitura (agosto) raffigurano calde giornate estive. Anche Ritorno della mandria (pensato per il mese di novembre) e Giornata buia (febbraio) mostrano paesaggi privi di neve.

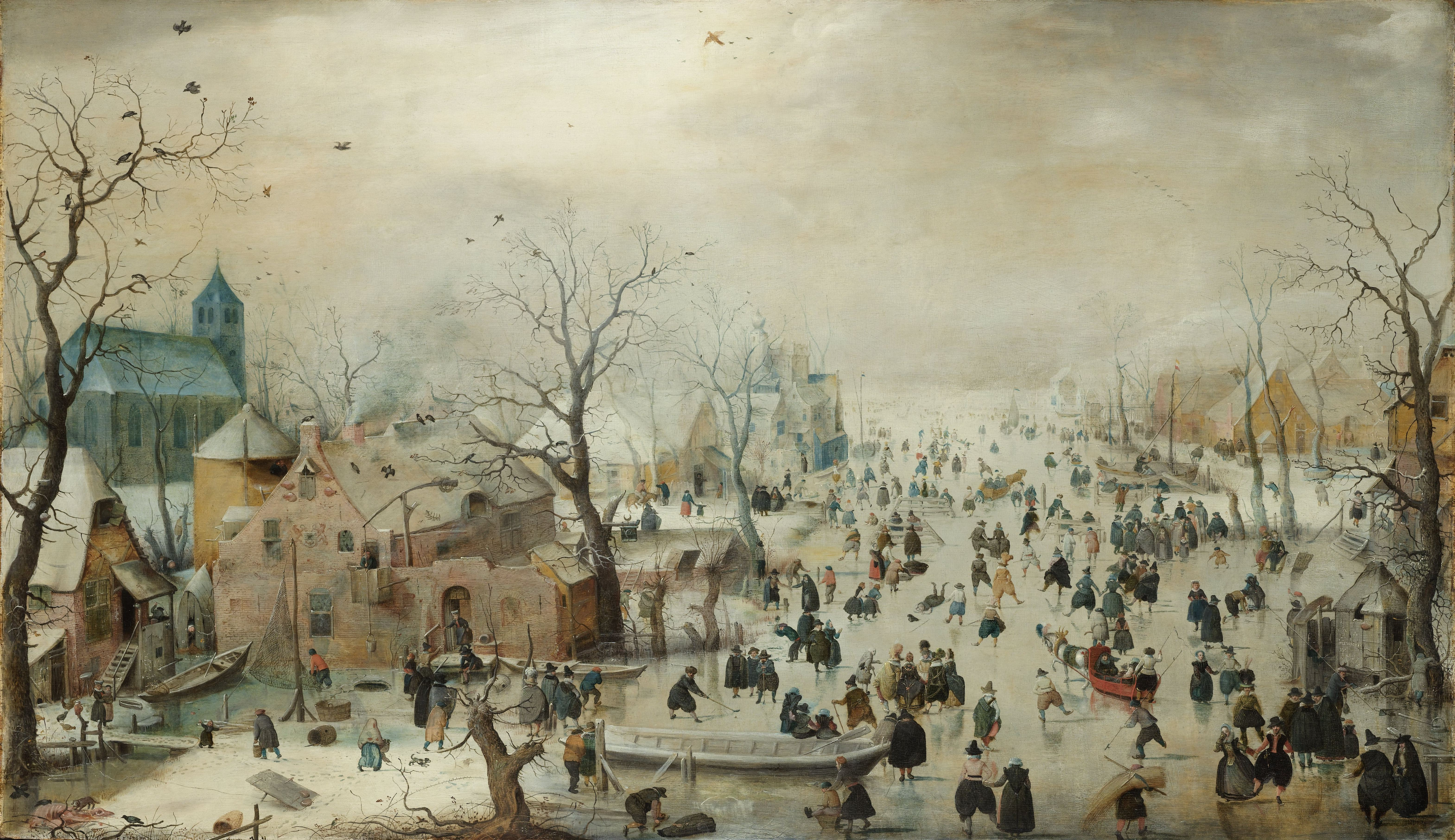
Paesaggio invernale con pattinatori sul ghiaccio, 1608 circa, Hendrick Avercamp

Burroughs afferma che i soggetti innevati ricompaiono nella pittura olandese dell'età dell'oro grazie alle opere di Hendrick Avercamp dal 1609 in poi. La pausa intercorsa tra il 1627 e il 1640 precede invece la parentesi principale, coincisa con il ventennio 1640-1660. Un simile andamento ben si concilia con i resoconti climatici relativi a quella fase storica. Benché il numero di lavori scenda dopo il 1660 circa, un simile riscontro non deve far credere che gli inverni fossero diventati più miti, ma che semplicemente la moda o i gusti fossero mutati. Nell'arco temporale successivo, ossia tra il 1780 e il 1810, le scene di luoghi innevati tornarono a godere di popolarità.
Neuberger ha analizzato 12 000 dipinti tra tele conservate in musei americani ed europei e datate tra il 1400 e il 1967, concentrandosi soprattutto sulla nuvolosità e sull'oscurità. La sua pubblicazione del 1970 mette in evidenza che un aumento di tale categoria di raffigurazioni corrisponda proprio con la piccola era glaciale, con un picco massimo compreso tra il 1600 e il 1649.
I dipinti e i documenti coevi in Scozia dimostrano che il curling e il pattinaggio su ghiaccio erano a quel tempo popolari sport invernali da compiere all'aperto, con il primo che risale al XVI secolo e che divenne ampiamente popolare a metà del XIX secolo. A titolo di esempio, si pensa che uno stagno per il curling all'aperto costruito a Gourock negli anni '60 dell'Ottocento rimase in uso per quasi un secolo, ma l'uso crescente di strutture interne, gli atti di vandalismo e gli inverni più miti portarono all'abbandono del sito nel 1963.

#### Crisi del XVII secolo
La crisi del XVII secolo in Europa si dovette a una concomitanza di cattive condizioni riconducibili alla piccola era glaciale che causarono condizioni climatiche avverse, scarsità dei raccolti, difficoltà economiche, estrema violenza tra diversi gruppi etnici e alto tasso di mortalità. Gli episodi di instabilità sociale coincisero proprio con il periodo di maggiore freddo e generarono anche eventi di grossa rilevanza storica, non ultima la guerra dei Trent'anni (1618-1648). Il conflitto, scatenato da una lotta di successione al trono boemo, si acuì per via degli screzi tra protestanti e cattolici nel Sacro Romano Impero e, ben presto, si trasformò in un'enorme guerra che coinvolse tutte le maggiori potenze europee e che devastò gran parte della Germania. Quando le ostilità cessarono, alcuni distretti del Sacro Romano Impero, non ultimo il ricco Palatinato, avevano visto la popolazione calare fino al 70%. Tuttavia, quando le temperature globali cominciarono a salire, il disappunto degli europei iniziò lentamente ad affievolirsi. I tassi di mortalità diminuirono, così come il livello di violenza. Ciò spianò la strada a un periodo noto come Pax Britannica, nel corso del quale l'impero inglese si elevò a principale supremazia mondiale, si assistette all'invenzione di numerose nuove tecnologie (circostanza che consentì la futura industrializzazione), la medicina eseguì scoperte che consentirono, tra le altre cose, una migliore igiene, e si avviarono i primi piani di benessere sociale al mondo, attuati in Germania e funzionali a migliorare le condizioni di vita del cittadino comune. Tuttavia, sarebbe oltremodo semplicistico credere che questo processo si rivelò immediato.

### Isole del Pacifico
I dati sul livello delle acque marine presso le isole del Pacifico suggeriscono che esso fosse sceso, forse nel corso due fasi, tra il 1270 e il 1475. Tale evento venne associato a un calo della temperatura di 1,5 °C, come determinato dall'analisi degli isotopi di ossigeno e come osservato dall'aumento della frequenza di El Niño. Le analisi sui coralli del Pacifico tropicale indicano che la frequenza di El Niño-Southern aumentò di intensità a metà del XVII secolo. Uno studio sui foraminiferi ha indicato che la corrente indo-pacifica era calda e salina tra il 1000 e il 1400, con temperature approssimativamente simili alle medie attuali, ma che si raffreddò dal 1400 in poi e che raggiunse le temperature più basse nel 1700. Una simile ricostruzione è coerente con il passaggio dal caldo della metà dell'Olocene alla piccola era glaciale. Il vicino Pacifico sudoccidentale, tuttavia, sperimentò condizioni più calde della media nel corso della piccola era glaciale, che si pensa siano dovute all'aumento degli alisei, i quali accrebbero l'evaporazione e la salinità nella regione. Si pensa che le notevoli differenze di temperatura tra le latitudini più elevate e l'equatore abbiano portato a condizioni più secche nelle regioni subtropicali. Delle analisi particolarmente approfondite del lago Raraku (sedimentologiche, mineralogiche, geochimiche organiche e inorganiche, ecc.), situato sull'isola di Pasqua, indicano che la località fu esposta a due parentesi aride che portarono a decenni siccitosi. La prima si verificò tra il 500 e il 1200, mentre la seconda in concomitanza della piccola era glaciale, ovvero dal 1570 al 1720. Tra le due fasi appena menzionate, l'isola conobbe un periodo umido che andò dal 1200 al 1570. Proprio tale lasso temporale coincise con il periodo più florido vissuto dalla civiltà Rapa Nui.

### Mesoamerica
Un'analisi di diversi dati proxy intrapresi nella penisola dello Yucatán del Messico, ricondotta dai suoi autori ai resoconti dei Maya e degli Aztechi relativi a periodi di freddo e siccità, avvalora l'ipotesi dell'impatto della piccola era glaciale nella regione.
Un altro studio condotto in diversi siti della Mesoamerica come Los Tuxtlas e il lago Pompal a Veracruz, anch'essi in Messico, dimostra una riduzione dell'attività umana nell'area durante la piccola era glaciale. Una simile scoperta è stata possibile studiando i frammenti di carbone e la quantità di polline di mais prelevato da campioni utilizzando un carotatore a pistone non rotante. I campioni hanno anche rivelato un'intensa attività vulcanica che ha causato la rigenerazione delle foreste tra il 650 e l'800. I casi di attività vulcanica vicino al lago Pompal indicano temperature variabili, ma non un freddo continuo, durante la piccola era glaciale in Mesoamerica.

### Nord America

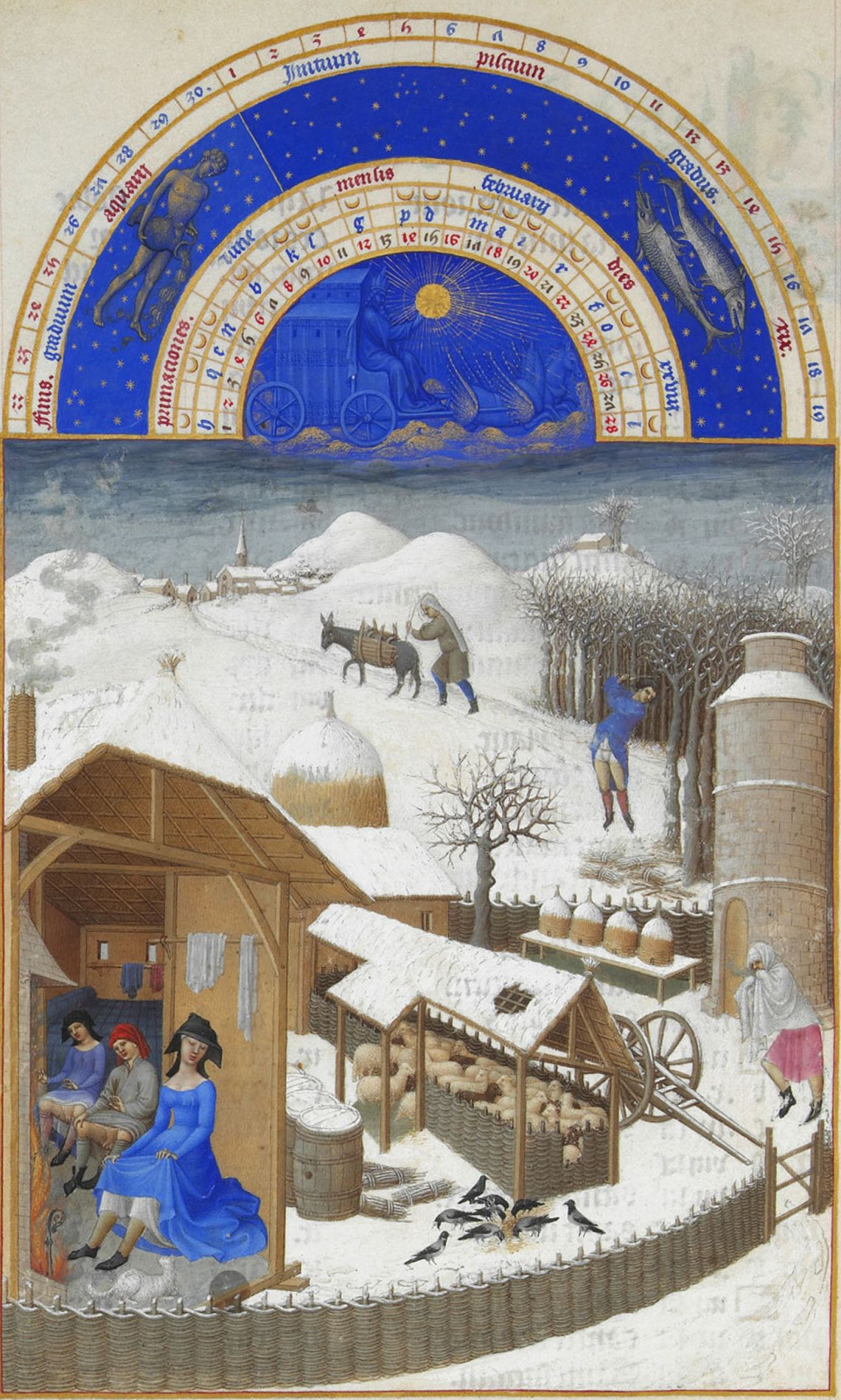
"Febbraio" dal calendario di Les Très Riches Heures du duc de Berry, 1412-1416

I primi esploratori e coloni europei del Nord America riportarono inverni eccezionalmente rigidi. Ad esempio, secondo Lamb, Samuel de Champlain riferì di aver riscontrato del ghiaccio lungo le rive del Lago Superiore nel giugno 1608. Il tasso di mortalità degli europei e dei nativi risultò straordinariamente elevato nel Maine durante l'inverno del 1607-1608, biennio in cui si segnalarono perturbazioni particolarmente fredde anche nell'insediamento di Jamestown, nell'odierna Virginia statunitense. I nativi americani decisero di costituire delle leghe in materia tale da fronteggiare la carenza di cibo. Il diario del militare francese Pierre de Troyes, guida di una spedizione nella baia di James nel 1686, riferiva che la zona era ancora disseminata di così tanto ghiaccio galleggiante da potersi nascondere al di sotto di esso a bordo della sua canoa il 1º luglio. Nell'inverno del 1780, il porto di New York ghiacciò, consentendo di andare a piedi da Manhattan a Staten Island.
L'estensione dei ghiacciai di montagna era stata mappata alla fine del XIX secolo. Nelle zone temperate settentrionali e meridionali, l'altitudine della linea di equilibrio (i confini che separano le zone di accumulo netto da quelle di ablazione netta) erano di circa 100 m inferiori a quelle del 1975. Nel Parco nazionale dei ghiacciai, l'ultimo episodio di avanzamento delle masse di acqua allo stato solido risale alla fine del XVIII e all'inizio del XIX secolo. Nel 1879, il famoso naturalista John Muir scoprì che il ghiaccio di Glacier Bay si era ritirato di ben 77 km. Nella baia di Chesapeake, nel Maryland, le grandi escursioni termiche erano probabilmente correlate ai cambiamenti nella forza circolazione termoalina nell'Atlantico settentrionale.
Poiché la piccola era glaciale ebbe luogo durante la colonizzazione delle Americhe, essa spinse molti europei a non navigare verso il Nuovo Continente, in quanto si immaginava che il clima del Nord America non differisse da quello dell'Europa a latitudini simili. In una visione estremamente generica, nel Nord America, almeno in Canada e negli Stati Uniti settentrionali, si verificarono delle estati più calde e degli inverni meno sopportabili rispetto all'Europa. Tale effetto fu aggravato dalla piccola era glaciale e l'impreparazione portò all'abbandono di molti dei primi insediamenti europei in Nord America.
Quando i coloni si stabilirono a Jamestown, gli storici concordano che ciò avvenne durante uno dei periodi più freddi degli ultimi 1000 anni. La siccità si rivelò un problema persistente in Nord America durante la piccola era glaciale, con le persone giunte a Roanoke che vi giunsero proprio durante il più cronico arco temporale di scarsità d'acqua degli ultimi 800 anni. Gli studi dendrocronologici compiuti dall'Università dell'Arkansas hanno scoperto che molti coloni sbarcarono proprio in concomitanza con un periodo di siccità durato sette anni. La problematica afflisse anche le comunità dei nativi americani, che nel frattempo dovettero convivere, oltre che con la scarsità di cibo, anche con le malattie portate dagli europei oltreoceano. Il clima più freddo agevolò infatti la diffusione dei parassiti, specie la malaria. I coloni inglesi a Roanoke costrinsero gli indiani di Ossomocomuck a condividere con loro le proprie riserve di viveri già invero carenti. Ciò portò a una guerra tra i due gruppi e alla distruzione degli insediamenti dei nativi americani. Un simile ciclo si sarebbe ripetuto molte volte a Jamestown.
Nel 1642, il cortigiano britannico Thomas Gorges scrisse che, a cavallo tra il 1637 e il 1645, i coloni nel Maine (allora parte del Massachusetts) stavano sperimentando condizioni meteorologiche terribili. Nel giugno 1637 faceva così caldo che i nuovi arrivati stavano morendo per il caldo e i viaggiatori dovevano viaggiare di notte per beneficiare di un po' di frescura. Gorges riferiva altresì che l'inverno 1641-1642 fu «subdolamente intollerabile» e che nessun inglese o indigeno aveva mai visto affrontato qualcosa di simile. La baia del Massachusetts si era infatti congelata fin dove con gli occhi poteva vedere e che le carrozze dei cavalli viaggiavano là dove prima navigavano le imbarcazioni. Sempre secondo il suo resoconto, le estati del 1638 e del 1639 furono molto brevi, fredde e umide, circostanza che aumentò la penuria di cibo per alcuni anni. Come se non bastasse, creature come bruchi e piccioni si fecero particolarmente aggressive e si nutrirono dei pochi raccolti ancora sopravvissuti. Ogni anno documentato dal cortigiano riferiva di alternanze climatiche insolite, le quali passavano da precipitazioni elevate a siccità estreme, così come da temperature sotto lo zero ad afa insopportabile. Si tende a ritenere che tutti questi accadimenti si possano includere negli effetti della piccola era glaciale.
Molti abitanti del Nord America elaborarono delle proprie teorie sul maltempo. Il colono Ferdinand Gorges attribuiva il freddo ai venti gelidi dell'oceano, mentre Humphrey Gilbert cercava di spiegare come il clima estremamente freddo e nebbioso di Terranova fosse dovuto al fatto che le perturbazioni algide tendessero sempre a spingersi a ovest. Decine di altre persone fornirono delle proprie ricostruzioni sulle condizioni di vita in Nord America di quell'epoca, ma al di là di teorie più o meno fantasiose gli studiosi hanno ritenuto utili numerosi elementi forniti dalle descrizioni dei coloni vissuti durante la piccola età glaciale.

### Oceano Atlantico
Nell'Atlantico settentrionale, i sedimenti accumulati dalla fine dopo l'ultima era glaciale, avvenuta quasi 12 000 anni fa, evidenziano degli aumenti regolari della quantità di granelli di sedimenti grossolani depositati dagli iceberg che si sciolgono nell'ormai aperto oceano, circostanza che implica una serie di variazioni di temperatura di 1-2 °C che si ripetono ogni 1 500 anni circa. L'evento di raffreddamento più recente concise con la piccola era glaciale. Gli stessi rilevamenti sono stati rintracciati nei sedimenti accumulatisi al largo dell'Africa, ma con variazioni maggiori (3-8 °C).

### Sudamerica
I dati dendrocronologici studiati in Patagonia lasciano emergere episodi di freddo dal 1270 al 1380 e dal 1520 al 1670, ovvero in contemporanea con i medesimi eventi avvenuti nell'emisfero settentrionale. Otto carote sedimentarie prelevate presso il lago Puyehue, situato in Cile al confine tra la regione di Los Lagos e la regione di Los Ríos, hanno consentito di confermare una costante tendenza umida nell'arco temporale compreso fra il 1470 e il 1700, evento ritenuto dagli autori un indicatore regionale dell'inizio della piccola era glaciale. Una pubblicazione del 2009 realizzata da Inka Meyer e Sebastian Wagner descrive in dettaglio le condizioni più fredde e più umide sperimentare nel sud-est del Sud America tra il 1550 e il 1800 sulla base delle prove ottenute tramite diversi proxy e modelli dendrocronologici. Le tre carote di ghiaccio sugli isotopi di ossigeno rilevati sulle Ande attestano due secoli di temperature fredde compresi tra il 1600 e il 1800.

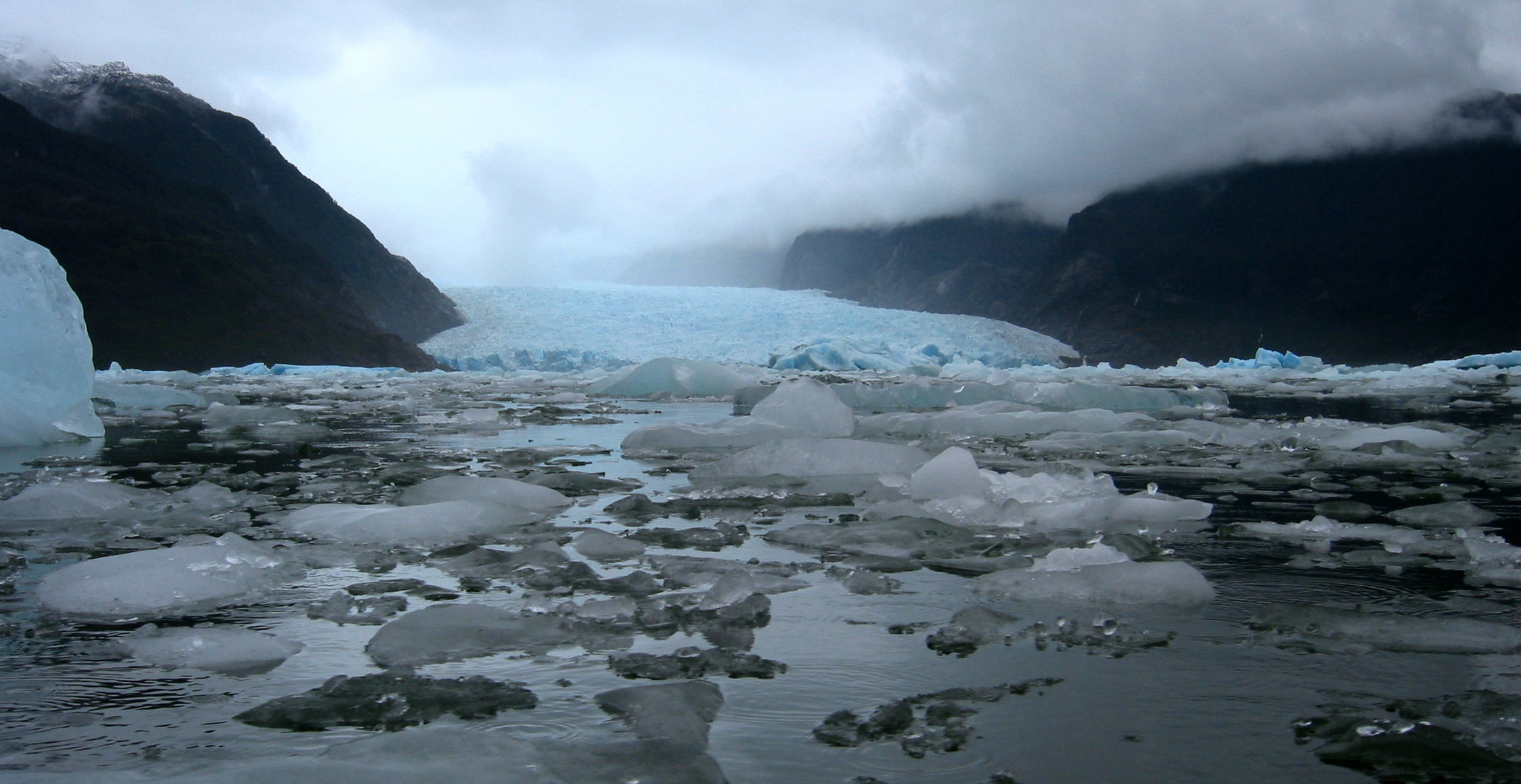
Il ghiacciaio San Rafael, in Cile, è stato oggetto di diversi studi volti a evidenziare delle prove dell'impatto della piccola era glaciale in Sud America

La spedizione di Antonio de Vea giunse presso il lago di San Rafael nel 1675 attraversando il Río Témpanos (in spagnolo "Fiume ghiacciato"). Gli spagnoli non menzionavano la presenza di lastre di ghiaccio, ma affermavano che il ghiacciaio San Rafael non si estendeva molto nel lago. Nel 1766, un'altra spedizione notò che il ghiacciaio aveva raggiunto lo specchio d'acqua e segnalavano il distacco del ghiaccio che aveva generato grandi iceberg. Il geografo tedesco Hans Steffen visitò l'area nel 1898 e notò che il ghiacciaio si era spinto assai all'interno del lago. Sebbene si tratti soltanto di un'ipotesi azzardata da alcuni studiosi, si ritiene che tali documenti storici attesterebbero un abbassamento generale delle temperature nell'area tra il 1675 e il 1898: «Le segnalazioni sul PEG nella Patagonia settentrionale, dedotte attraverso l'uso di fonti documentarie, forniscono prove importanti e sufficienti per consentire di pensare all'accadimento di questo fenomeno anche nella regione sudamericana». Nel 2001, i confini del ghiacciaio apparivano notevolmente ridimensionati rispetto al 1675.
Vi è chi ipotizza che tutti i ghiacciai del Gran Campo Nevado vicino allo stretto di Magellano abbiano raggiunto la loro estensione più ampia dell'intera epoca dell'Olocene durante la piccola era glaciale.

## Cause
Gli scienziati hanno identificato alcune possibili cause predominanti per la piccola era glaciale: la diminuzione dell'attività solare e l'aumento dell'attività vulcanica e variazioni nella circolazione termoalina. Tuttavia, mancando elementi certi e assoluti, vi sono altre ipotesi che tentano di spiegarne le cause.

### Attività solare

Comparazione fra dieci ricostruzioni pubblicate sui maggiori cambiamenti di temperatura avvenuti negli ultimi 2000 anni.

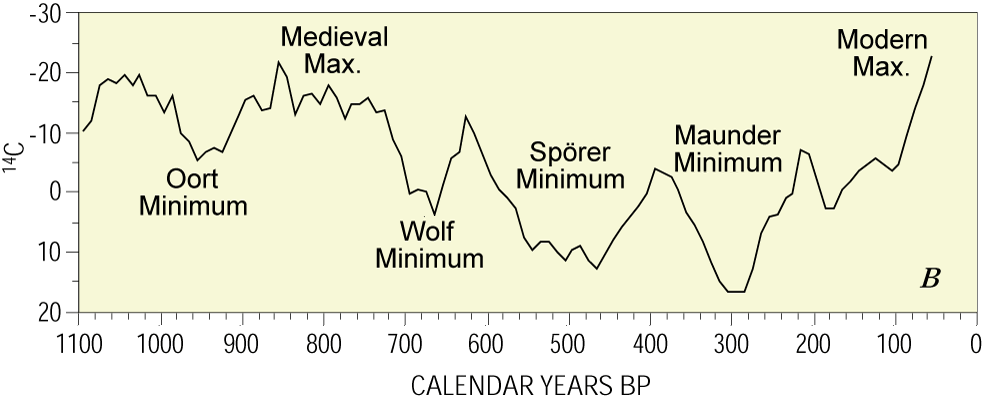
Livello del carbonio-14 negli ultimi 1100 anni (scala inversa).

Nel periodo compreso tra il 1645 e il 1715, proprio nell'intervallo centrale della piccola era glaciale, le macchie solari rilevate furono insolitamente poche, con alcuni anni senza la rilevazione di alcuna macchia (l'osservazione delle macchie solari e la loro catalogazione iniziò intorno al 1610, qualche anno dopo l'invenzione del telescopio).
Questo periodo di ridotta attività solare è conosciuto come minimo di Maunder e combaciò con il periodo più rigido della piccola era glaciale. Un altro periodo di ridotta attività solare, noto come minimo di Spörer, corrisponde a un significativo periodo freddo tra il 1460 e il 1550. Attualmente non è noto nessun collegamento diretto tra basso numero di macchie solari e basse temperature terrestri. Altri indicatori di una bassa attività solare in questo periodo sono rappresentati dai livelli di carbonio-14 e di berillio-10.
Recenti studi effettuati studiando carotaggi di ghiaccio prelevati in Groenlandia hanno determinato i minimi di attività solare degli ultimi 1000 anni analizzando l'isotopo del berillio-10; questo è creato dall'interazione dei raggi cosmici con il ghiaccio.

### Attività vulcanica
Durante la piccola era glaciale il mondo sperimentò un aumento dell'attività vulcanica. Quando un vulcano erutta, le sue ceneri raggiungono le parti alte dell'atmosfera e da qui possono espandersi anche su tutta la Terra. Queste nuvole di cenere possono bloccare parte delle radiazioni solari, causando di conseguenza un raffreddamento del clima che può protrarsi fino a un paio di anni dall'eruzione. Le eruzioni emettono anche zolfo sotto forma di anidride solforosa (SO2). Quando questo gas raggiunge la stratosfera si trasforma in particelle di acido solforico che riflettono i raggi solari, riducendo così ulteriormente la quantità di radiazione solare che raggiunge il suolo terrestre.
Questo fenomeno di raffreddamento globale dovuto al vulcanismo fu studiato scientificamente quando nel 1883 avvenne l'eruzione del Krakatoa (Indonesia), e prima ancora nel 1815 quando l'eruzione del vulcano Tambora sempre in Indonesia ricoprì l'atmosfera di ceneri; l'anno seguente, il 1816, è conosciuto come l'anno senza estate: gelo e neve furono segnalati in giugno e in luglio sia nella Nuova Inghilterra (la parte nord-est degli Stati Uniti) che nel Nord Europa.
Poco prima dell'inizio della piccola era glaciale vi fu infatti la grande eruzione del Samalas del 1257, avvenuta sempre in Indonesia, di proporzioni simili a quella del Tambora, che secondo certi autori potrebbe aver contribuito (assieme ad altre tre eruzioni più piccole, e non ancora identificate, intorno a 1268, 1275 e 1284) all'innescarsi di tale periodo di raffreddamento. Circa due secoli dopo, un'altra grande eruzione, quella del Kuwae a Vanuatu nel 1452-53, potrebbe aver contribuito al persistere delle basse temperature. Altri vulcani che furono in eruzione durante la piccola era glaciale e di conseguenza possono aver contribuito al raffreddamento del clima, includono il Billy Mitchell (Papua Nuova Guinea) nel 1580, il Mount Parker (Filippine) nel 1641, il Long Island (Papua Nuova Guinea) nel 1660 e l'Huaynaputina (Perù) nel 1600.

### Circolazione termoalina

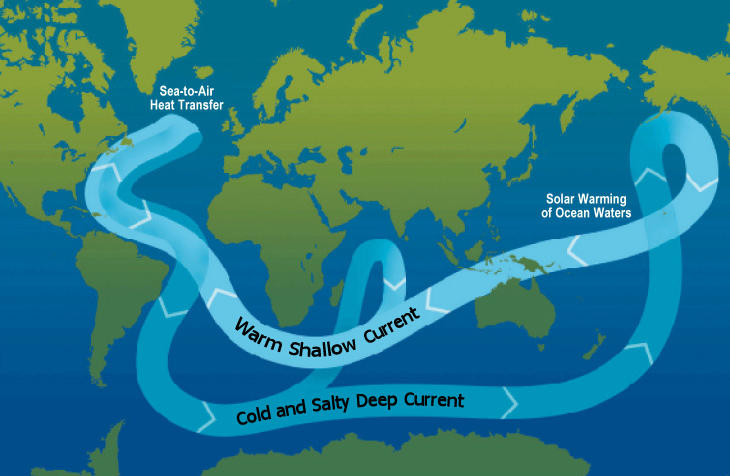
La circolazione termoalina

Vari indizi affermerebbero che un'ulteriore causa della piccola era glaciale (e delle ere glaciali in genere) possa essere rappresentata da un rallentamento della circolazione termoalina, che avrebbe influenzato sia la Corrente del Golfo (contribuisce infatti al clima temperato dell'emisfero settentrionale) che altre correnti oceaniche. La circolazione potrebbe essere stata rallentata dall'immissione di un grande quantitativo di acqua fredda nell'Atlantico settentrionale a causa dello scioglimento dei ghiacci provocato dal rialzo termico verificatosi nel precedente periodo noto come periodo caldo medievale, con un conseguente temporaneo rallentamento della corrente del Golfo.
C'è anche qualche timore che un nuovo rallentamento della circolazione termoalina possa avvenire nuovamente in seguito all'attuale periodo di riscaldamento del clima mondiale.

### Calo della popolazione mondiale
Alcuni ricercatori hanno ipotizzato che l'impatto antropico sul clima sia iniziato prima di quanto tradizionalmente si supponga e che il forte calo demografico avvenuto in Eurasia e nelle Americhe abbia ridotto tale effetto e favorito un abbassamento delle temperature.
Si ritiene che la peste nera abbia ucciso dal 30% al 60% della popolazione europea. In totale, la peste potrebbe aver ridotto il numero di abitanti del pianeta da un minimo stimato in 350-375 milioni a un massimo di 475 nel XIV secolo. Ci vollero 200 anni prima che la popolazione mondiale tornasse al livello precedente all'epidemia. William Ruddiman ha ritenuto che le grandi riduzioni demografiche in Europa, Asia orientale e Medio Oriente abbiano ridotto la produzione agricola anche per la mancanza di manodopera. Ruddiman suggerisce che il rimboschimento abbia avuto di certo una conseguenza, avendo causato un maggiore assorbimento di anidride carbonica dall'atmosfera e, di conseguenza, favorendo il freddo registrato durante la piccola era glaciale. Ha inoltre ipotizzato che una ridotta percentuale delle comunità di indiani americani possa aver patito la stessa sorte dopo l'arrivo degli europei nel XVI secolo. Allo stesso modo, nel 1990, Koch e altri autori hanno suggerito che, poiché la conquista europea e le malattie da loro portate uccisero nel peggiore dei casi il 90% dei nativi locali, circa 50 milioni di ettari di terra potrebbero essersi rinselvatichiti, causando un maggiore assorbimento di anidride carbonica. Altri ricercatori, pur sposando la tesi dello spopolamento nelle Americhe, hanno sostenuto che varie tribù avevano già disboscato considerevoli quantità di foreste per favorire l'agricoltura prima dell'arrivo degli europei. Richard Nevle, Robert Dull e colleghi hanno inoltre aggiunto non solo che la deforestazione ha svolto un ruolo nel ridurre la quantità di carbonio catturato dalle foreste neotropicali disboscate, ma che anche gli incendi provocati dall'uomo hanno giocato un ruolo chiave nella riduzione della biomassa in Amazzonia e Centro America prima dell'arrivo dei coloni e della reciproca diffusione di malattie partita sin dal momento dello scambio colombiano. Dull e Nevle calcolò che la riforestazione nei soli biomi tropicali delle Americhe dal 1500 al 1650 coincise con un sequestro del carbonio netto di 2-5 Pg. Brierley ipotizzò che l'arrivo degli europei nelle Americhe causò diverse morti di massa per delle epidemie, che causarono una diffusa noncuranza dei terreni agricoli. Ciò consentì al verde di ritornare nei terreni abbandonati, con il risultato che la percentuale di CO2 in atmosfera si ridusse ulteriormente. Uno studio su carote sedimentarie e campioni di suolo suggerisce inoltre che l'assorbimento della CO2 attraverso la riforestazione nelle Americhe potrebbe aver contribuito alla piccola era glaciale. Lo spopolamento era legato a un calo dei livelli di CO2 osservato anche presso il duomo di Law, in Antartide. Uno studio del 2011 del Dipartimento di ecologia globale del Carnegie Institution afferma che le invasioni e conquiste mongole, durate quasi due secoli, contribuirono al raffreddamento globale spopolando vaste regioni e rimpiazzando la terra coltivata con delle foreste che assorbivano carbonio.